# Jit Bahadur Khatri Chhetri
Jit Bahadur Khatri Chhetri (ur. 1947) – nepalski lekkoatleta specjalizujący się w biegach długodystansowych, przede wszystkim w maratonie. 
W 1972 r. był uczestnikiem letnich igrzysk olimpijskich w Monachium, nie kończąc biegu maratońskiego. Dwukrotnie zdobył brązowe medale mistrzostw Azji w maratonie, w latach 1973 (w Manili) oraz 1975 (w Seulu).
Rekord życiowy w biegu maratońskim – 2:24:55 (1972)